# Rheu
Rheu ou Le Rheu-Moigné (Reuz em bretão) é uma comuna francesa na região administrativa da Bretanha, no departamento Ille-et-Vilaine. Ela faz parte da aglomeração metropolitana de Rennes.

## Geografia
A Comuna de Rheu é composta por três principais focos de povoamento: O centro de Rheu (centre-ville), as Landes d'Apigné e o burgo de Moigné. A leste, como fronteira natural da comuna, está o rio Vilaine, onde a comuna faz fronteira com Rennes, e a nordeste o rio Flume. O riacho ’’le Lindon’’ atravessa o burgo de Rheu, apesar de a maior parte de sua extensão ser coberta. A comuna de Rheu tem como comunas adjacentes Rennes, Vezin-le-Coquet, L'Hermitage, Cintré, Mordelles, Chavagne e Saint-Jacques-de-la-Lande.
Os dois principais acessos a comuna são a via expressa Rennes-Lorient (RN24) e a segunda ceinture rennaise (rodovias que contornam a cidade de Rennes) RD288. A vila de Le Rheu-Moigné é atendida pelos serviços de ônibus Star (Service des Transport de l'Agglomération Rennaise ou Serviço dos transportes da Aglomeração de Rennes) das linhas 54,55,56 e 76 bem como a linha escolar "VHB5" que atende o liceu Victor et Hélène Basch.

## Economia
A zona artesanal e comercial de Chêne Vert criada em 1960 em Landes d'Apigné é o centro da economia da comuna. Ali estão mais de 100 empresas, entre as quais o centro de triagem da Coliposte -- o serviço de encomendas postais da França -- encarregado da triagem de encomendas postais para o oeste francês, assim como a futura implantação da plataforma logística do grupo Carrefour e a futura sede regional de Amec Spie.
O centro INRIA de Rennes tem duas unidades de pesquisa situadas em Rheu próximas ao bosque de Motte desde 1966 (dedicados ao aprimoramento de plantas e biotecnologias vegetais, e a biologia de organismos e populações aplicada a proteção das plantas), um campo experimental de 307 ha, uma unidade experimental de testes com suínos e uma estação de pesquisas cidrícolas e de biotransformação das frutas e legumes. O centro emprega cerca de 250 pessoas.